# IM뱅크
iM뱅크(아이엠뱅크, iM Bank)는 대한민국의 시중은행으로, iM금융지주의 은행부문 자회사다. 국내 최초로 설립한 지방은행이었으며, 2024년 5월 16일에 정식으로 인가받아 전국구 일반 시중은행으로 전환한 후 동년 6월 5일에 iM뱅크로 은행명을 변경했다.
주 영업 구역인 대구광역시와 경상북도 지역 이외에는 경상남도(김해시, 양산시, 창원시), 서울특별시, 인천광역시, 부산광역시, 대전광역시, 울산광역시, 경기도(성남시, 수원시, 안산시, 평택시, 화성시)에서 영업했다.
시중은행 인가를 받은 후 추가로 향후 3년간 전국에 영업점 14개를 신설하겠다는 목표를 발표했으며, 강원특별자치도 진출을 선언하여 2024년 7월 24일, 강원특별자치도 원주시 무실동에 iM뱅크 거점 점포 1호점을 오픈했다. 동년 12월에는 서울특별시 금천구 가산동과 화성시 영천동 동탄신도시에 지점을 신설했다.

## 영업점

### 국내 지점(2024년 6월 말)
- 지점 및 출장소: 200개

### 국외 지점(2022년 6월 말)
- 중국 - 상하이지점
- 베트남 - 호치민지점
- 캄보디아 - iM상업은행

## 연혁
- 1967년 10월 7일 대구, 경북 지역 상공인들이 주도하여 대한민국 최초의 지방은행인 대구은행(大邱銀行, Daegu Bank) 설립
- 1969년 대구 중구 포정동 중앙네거리에 본점 준공[5]
- 1972년 증권거래소 상장
- 1975년 대구시 시금고 선정
- 1985년 5월 23일 수성구 수성동2가에 본점 준공, 이전
- 2010년 10월 7일 카드넷 인수[6]
- 2011년 5월 DGB금융그룹(현 iM금융그룹) 출범
- 2011년 6월 DGB금융그룹(현 iM금융그룹) 코스피에 상장, 금융지주회사 관련 법에 따라 대구은행 상장폐지
- 2012년 1월 DGB캐피탈(구 메트로아시아캐피탈, 현 iM캐피탈) 출범
- 2012년 4월 DGB데이터시스템(현 iM데이터시스템) 설립
- 2013년 3월 7일 카드넷과 유페이먼트 합병(존속 법인은 카드넷). 사명은 유페이먼트로 통일[7]
- 2013년 12월 북구 칠성동2가 제2본점 착공
- 2014년 11월 10일 우리아비바생명 인수[8]
- 2015년 1월 29일 우리아비바생명, DGB생명(현 iM라이프)으로 개칭[9]
- 2015년 8월 24일 유페이먼트, DGB유페이(현 iM유페이)로 사명 변경[10]
- 2015년 8월 24일 대구신용정보, DGB신용정보(현 iM신용정보)로 사명 변경
- 2016년 8월 24일 북구 칠성동2가 제2본점 완공[11]
- 2016년 10월 DGB자산운용(구 LS자산운용, 현 iM자산운용) 출범
- 2017년 1월 DGB생명 완전 자회사로 편입
- 2018년 10월 30일 하이투자증권(현 iM증권) 인수
- 2023년 11월 30일 우정사업본부와 업무 협약
- 2024년 5월 16일 시중은행 전환 인가[12]
- 2024년 6월 5일 iM뱅크로 행명 변경[13]
- 2024년 7월 24일 강원특별자치도에 첫 진출, 원주시 무실동에 원주지점 개점[14]
- 2024년 12월 27일 우체국예금과 창구/ATM 공동망 개방

### 갤러리

대구은행이동점포-1
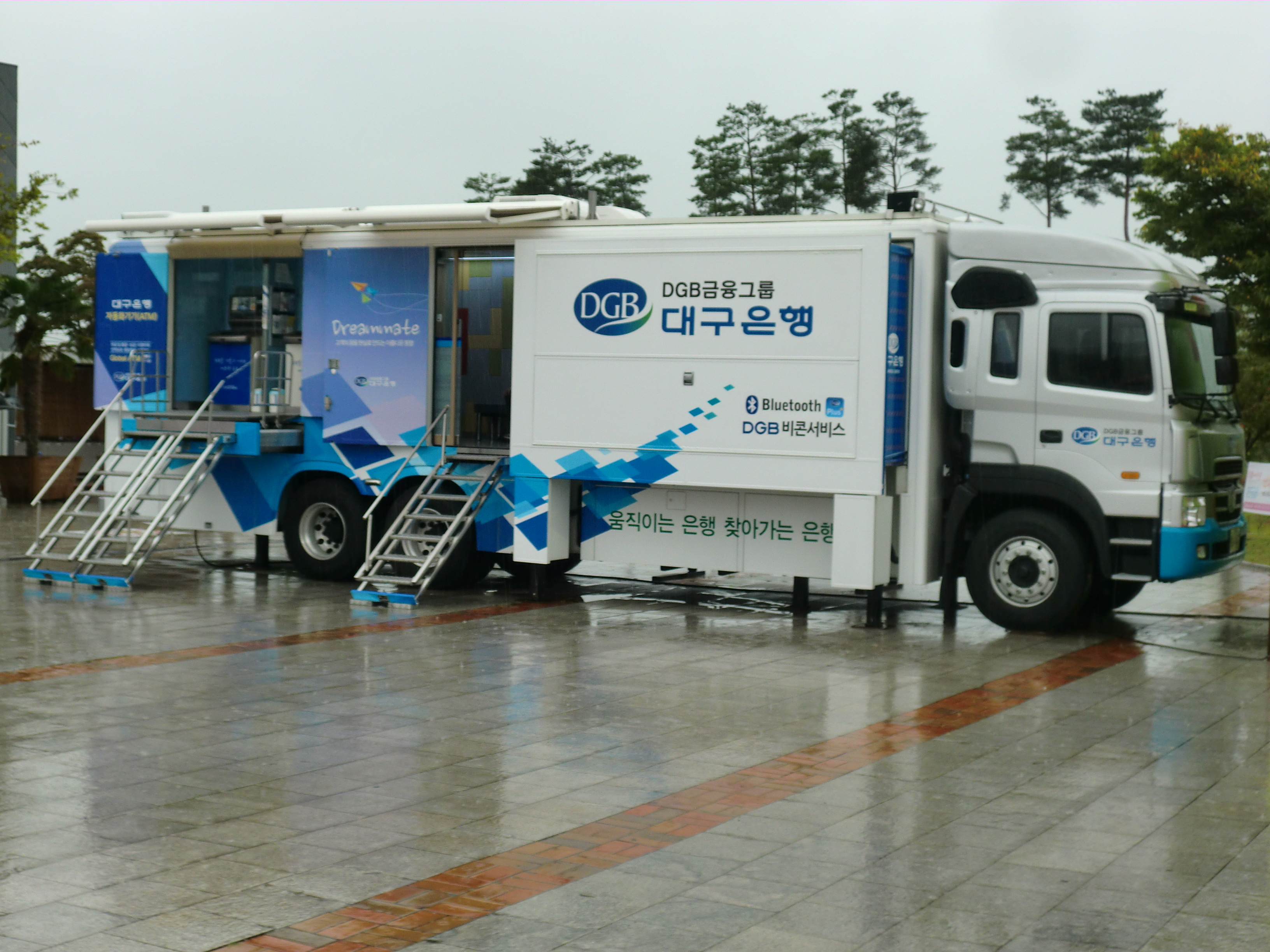
대구은행이동점포-2
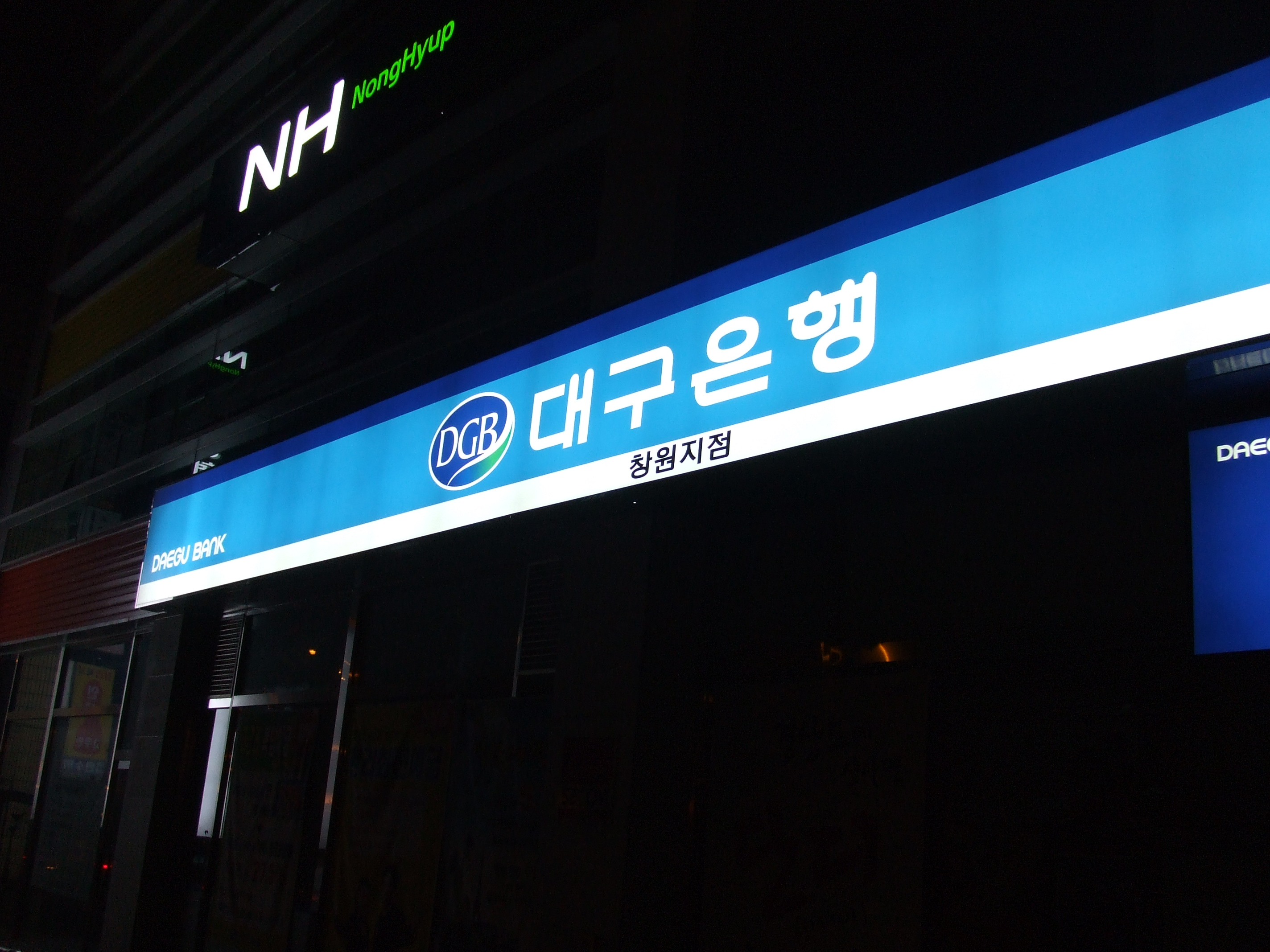
대구은행창원지점

## 카드
비씨카드의 회원사며, 자체 카드는 비씨카드만 취급한다. 신용카드는 발급 수수료가 없으나, 체크카드는 발급 수수료 2,000원이 부과된다. 대신 체크카드는 발급월을 포함하여 익월(매출전표 접수 기준)까지 3만 원 이상 이용하면 발급한 월의 다음다음 월에 23영업일에 발급 수수료 2,000원을 결제 계좌로 캐시백해 준다. 단, 신 상품이 나오면 프로모션 차원에서 체크카드 발급비를 면제하기도 하며, 콜센터나 셀프창구에서 신청하면 발급 수수료를 받지 않는다. 2020년 10월 27일부터는 모바일/인터넷뱅킹으로 신청했을 때에도 발급비를 면제하는 것으로 변경됐다. iM뱅크 지점수령 선택도 가능하다. 후불교통카드가 장착된 체크카드는 대부분 지점에서만 발급 신청이 가능하며, 인터넷/모바일뱅킹으로는 신청할 수 없었다가 2022년에 출시한 Z 체크카드부터 인터넷/모바일뱅킹으로도 후불교통형 체크카드 신청이 가능해졌다. 2025년에 추가된 K-패스 체크카드는 iM뱅크 앱에서만 온라인 신청이 가능하다.
체크카드는 국내전용 외에 비씨 글로벌, 은련, 마스터카드를 선택할 수 있는데, 마스터카드는 2014년에 발행을 시작한 마스타 영플러스 체크카드와 부자되세요 더 마일리지 체크카드(후불교통형 한정)이 있다. 그러나 마스타 영플러스 체크카드는 아이튠스 스토어에서 결제용 카드로 등록이 안 되므로 사용할 수 없다. 거기에 iM-BC 비씨 글로벌 체크카드는 비씨카드의 전산 문제로 해외신용판매가 안 되기 때문에, 국제현금카드의 역할밖에 하지 못한다. 은련과 마스터카드만 해외신용판매가 가능하지만 비씨카드의 시스템 문제로 은련은 오프라인에서만 외국 사용이 가능하며, iM뱅크로 재편한 후 세로형으로 디자인을 바꾼 버전이 나온 후에도 여전히 iM-BC 은련 체크카드의 온라인 해외신판은 불가능하다. iM뱅크로 변경된 후 출시한 체크카드들은 모두 국내전용뿐이다.
비씨카드의 특성상, 카드 해지 등은 비씨카드 홈페이지가 아닌 iM뱅크 인터넷뱅킹에서 해야 한다.
그 외의 카드사들 중에서는 일부 상품에 한하여 신한카드, 롯데카드, 현대카드, 삼성카드, 우리카드의 체크카드를 연결할 수 있다. 그 중 현대카드는 체크카드가 국내전용만 나오고, 롯데카드는 비자카드만 해외 사용이 가능하다.
2024년 6월 25일에는 KB국민카드와 업무 제휴를 맺었다.
iM뱅크 비씨카드의 갱신 발급은 카드 유효기간 만료 6개월 전부터 가능하다. 자동갱신 외 수동으로 갱신하려면, iM뱅크 콜센터로 전화해야 한다. 인터넷뱅킹이나 앱에서 카드 재발급을 신청하면 100% 훼손재발급으로 처리되고, 절대로 카드 유효기간이 연장되지 않는다.
iM뱅크로 재편한 후 2024년 11월부터 몇몇 카드의 디자인을 세로형으로 바꾸고 있으며, 바탕색도 일부 상품에서 바꾸고 있다. 또한 일부 카드는 온라인으로 신청했을 때 앞면에 카드 번호가 양각되었으나, 세로형으로 바꾸는 카드들은 카드 후면에 카드 번호를 프린팅해서 발행하고 있다.
2025년에는 카카오뱅크와 함께 K-패스 카드를 발행하기 시작했다. 신용과 체크 모두 K-패스 카드가 나온다.

## 금융제휴
다른 지방은행들과 달리 제휴 ATM이 존재하지 않았으나, 2019년 7월 24일에 BGF리테일과 협약하여 CU편의점 내 기기 출금 수수료를 대구은행의 수수료로 적용받을 수 있게 했다. 그리고 포켓CU 앱에서 대구은행 적금상품을 판매했다.
2022년 12월에는 코리아세븐과 제휴했다. 단, 대구 외 지역 소재 세븐일레븐에서만 iM뱅크의 수수료 혜택이 적용된다.
2023년 11월 30일에는 우정사업본부와 업무 협약을 체결했다. ATM/창구 망은 2024년 12월 27일에 개방했다.

## 역대 iM뱅크행장
- 김준성 (1967~1975)
- 남옥현 (1975~1981)
- 정달용 (1981∼1984)
- 권태학 (1984~1989)
- 이상경 (1989∼1992)
- 홍희흠 (1992∼1996)
- 서덕규 (1996∼2000)
- 김극년 (2000∼2005)
- 이화언 (2005~2009)
- 하춘수 (2009~2014)
- 박인규 (2014~2018)
- 김태오 (2019~2020)
- 임성훈 (2020~2022)
- 황병우 (2023~ )

## 같이 보기
- 부산은행
- 경남은행
- 전북은행
- 광주은행
- 제주은행